# Dischistodus pseudochrysopoecilus
Dischistodus pseudochrysopoecilus is een straalvinnige vissensoort uit de familie van rifbaarzen of koraaljuffertjes (Pomacentridae). De wetenschappelijke naam van de soort is voor het eerst geldig gepubliceerd in 1974 door Allen & Robertson.